# Sharin Foo
Pour les articles homonymes, voir Foo.
Sharin Foo (née le 22 novembre 1973), est une chanteuse et musicienne danoise, connue pour son duo avec Sune Rose Wagner, dans le groupe de rock indépendant The Raveonettes.

## Biographie

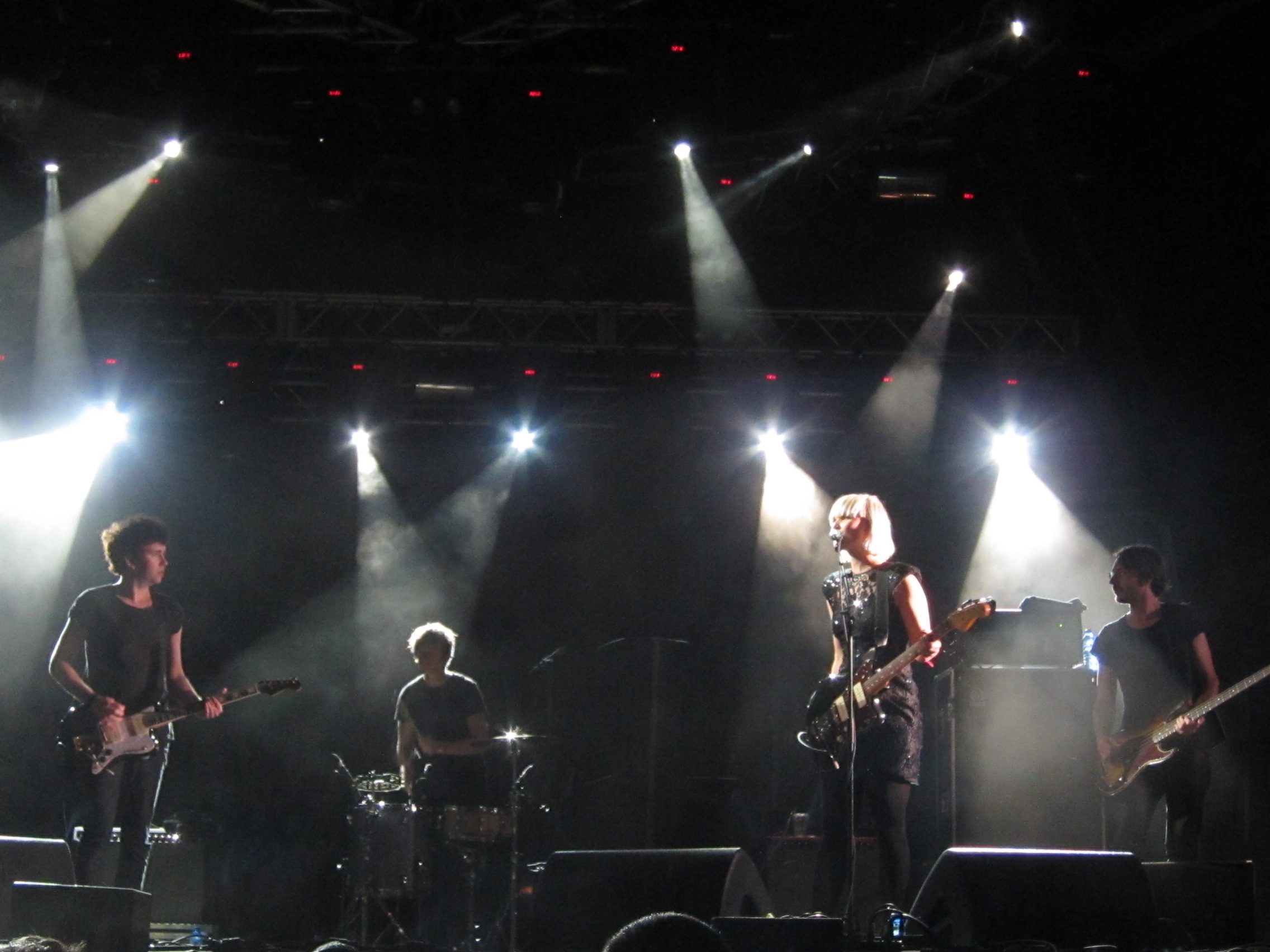
The Raveonettes, sur scène lors d'un concert en 2010.

D'origine danoise par sa mère et chinoise par son père, Sharin Foo étudie au conservatoire de musique de Copenhague.
Elle étudie également la musique indienne en Inde. Elle rencontre Sune Rose Wagner, du groupe Psyched Up Janis (en). Ce dernier recherche alors une chanteuse, afin de former un duo. Ils forment un premier groupe, The Girl On Death Row, qui prend ensuite le nom de The Shade, puis de The Raveonettes en 2001. Lors de la formation du groupe, Sharin Foo a appris seule à jouer de la basse. Alors que Sune Rose Wagner officie à la guitare et au chant, Sharin l'accompagne au chant, à la guitare et à la basse.
Leur premier album, Chain Gang of Love, sort en 2003 et évoque la pop américaine des années 1960. À la suite du succès de ce premier album, suivront plusieurs autres (dont Pretty in Black en 2005, où Sharin Foo chante en duo avec la chanteuse Ronnie Spector des Ronettes, Lust Lust Lust en 2007, In and Out of Control en 2009, Raven In The Grave en 2011, Observator en 2012, et Pe'ahi en 2014).
Le magazine Blender nomme en 2006 Sharin Foo comme l'une des femmes les plus sexy du rock, aux côtés de Courtney Love, Joan Jett, et Liz Phair.
En 2012, la chanteuse travaille également avec le groupe électro-rock Spleen United, en interprétant une version de la chanson Euphoria.
La sœur de Sharin, Loui Foo, est également chanteuse et musicienne dans le groupe de pop rock Giana Factory.

## Discographie

### Albums
- 25 août 2003 : Chain Gang of Love (Sony Records)
- 13 septembre 2005 : Pretty in Black (Columbia Records)
- 12 novembre 2007 : Lust Lust Lust (Fierce Panda Records/Vice Records)
- 6 octobre 2009 : In and Out of Control (Fierce Panda Records/Vice Records)
- 4 avril 2011 : Raven In The Grave (Vice Records)
- 10 septembre 2012 : Observator (Vice Records)
- 22 juillet 2014 : Pe'ahi (Beat Dies Records)

### EP
- 6 août 2002 : Whip It On (Sony Records)
- 23 septembre 2008 : Sometimes They Drop By (Vice Records)
- 21 octobre 2008 : Beauty Dies (Vice Records)
- 25 novembre 2008 : Wishing You a Rave Christmas (Vice Records)
- 24 avril 2012 : Into the Night (The Orchard)

### Autres participations
- 2012 : Euphoria (avec le groupe Spleen United).